# Layachi Nouri
Layachi Nouri (en arabe : لاياشي نوري) est un footballeur international algérien né le 23 septembre 1960. Il jouait au poste de  gardien de but.

## Biographie

### En club
Il évolue notamment pendant dix saisons avec le club de l'USM El Harrach,.

### En équipe nationale
Il est sélectionné vingt-deux fois en équipe d'Algérie[réf. nécessaire].
Il est sélectionné Jeux méditerranéens de 1987
Il participe avec la sélection algérienne à la Coupe d'Afrique des nations en 1988,.

## Palmarès
- Vainqueur de la Coupe d'Algérie en 1987 avec l'USM El Harrach